# West Tanfield
West Tanfield is een civil parish in het bestuurlijke gebied Hambleton, in het Engelse graafschap North Yorkshire.

## Geboren
- Richard Pickersgill (1749-1779), marineofficier en ontdekkingsreiziger